# Civita d'Antino
Civita d'Antino (pronuncia: Civita d'Antìno) è un comune italiano di 942 abitanti della provincia dell'Aquila, in Abruzzo. Nel territorio contemporaneo si trovava la città marsa di Antinum che in epoca romana divenne un importante municipio. Tra la seconda metà del XIX secolo e i primi anni del Novecento ospitò la scuola estiva dei pittori scandinavi fondata da Kristian Zahrtmann.

## Geografia fisica

### Territorio
Posta sul versante orientale della valle Roveto, Civita d'Antino è collocata in una posizione dominante del Colle Castagno sull'alta valle del fiume Liri. A fondovalle si trovano le frazioni di Civita stazione e Pero dei Santi che si sono sviluppate dopo il terremoto della Marsica del 1915 nelle vicinanze della stazione ferroviaria e della strada statale 82 della Valle del Liri. Il borgo è circondato da alcuni rilievi montuosi come quelli della Serra Lunga e i monti Brecciaro e Cappello appartenenti alla catena montuosa degli Ernici. Il suo territorio confina con i comuni marsicani di Civitella Roveto, Collelongo, Luco dei Marsi, Morino, San Vincenzo Valle Roveto e Trasacco.

## Origini del nome
Il nome del borgo contemporaneo si pone in continuità con quello dell’antica città marsa di Antinum. Il termine latino "civitate(m)" richiama la città originaria, mentre il toponimo Antino deriverebbe dall'espressione latina "ante" ("anti") filtrata dalla radice indigena "ant-" ("avanti" o "prima"), oppure dall'estensione linguistica "ak't-" ("promontorio" o "collina") della radice marsa "ak'-" ("acuto"). Una supposizione lega il toponimo ai termini di sostrato di provenienza etrusca "Ant" e "-i-no", rendendo il significato di "aquila"-"vento del nord", giustificato dalla posizione dell'abitato sull'altopiano roccioso dominante la valle rovetana. Analoga supposizione etimologica è relativa al nome di Antium, antica città volsca.
Gli abitanti di Antinum erano detti Marsi antinates (antinati).
Nel corso del Medioevo il centro era noto come Civitas Antena, Civitate de Antena o semplicemente Antena.

## Storia

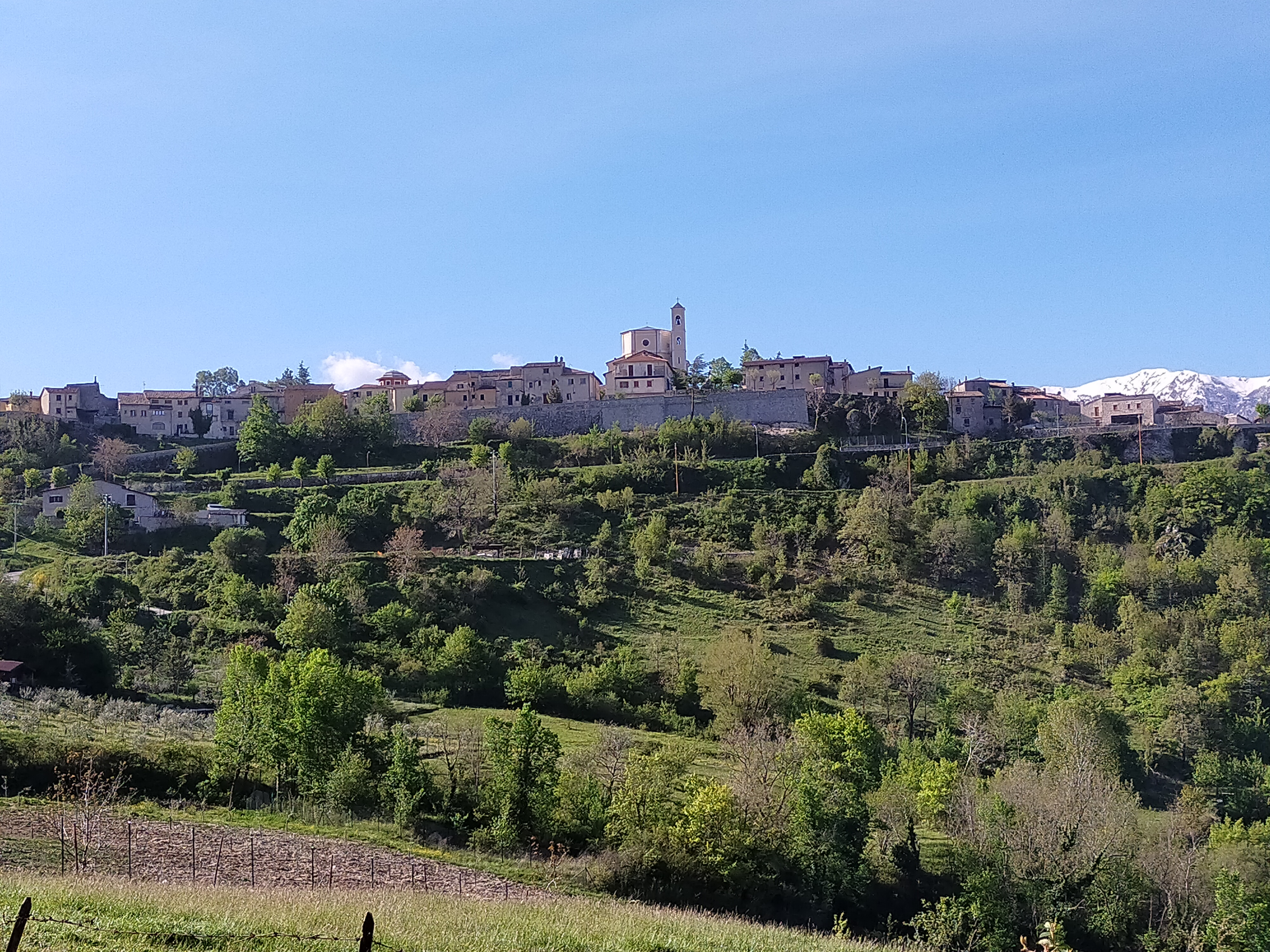
Spunto del borgo

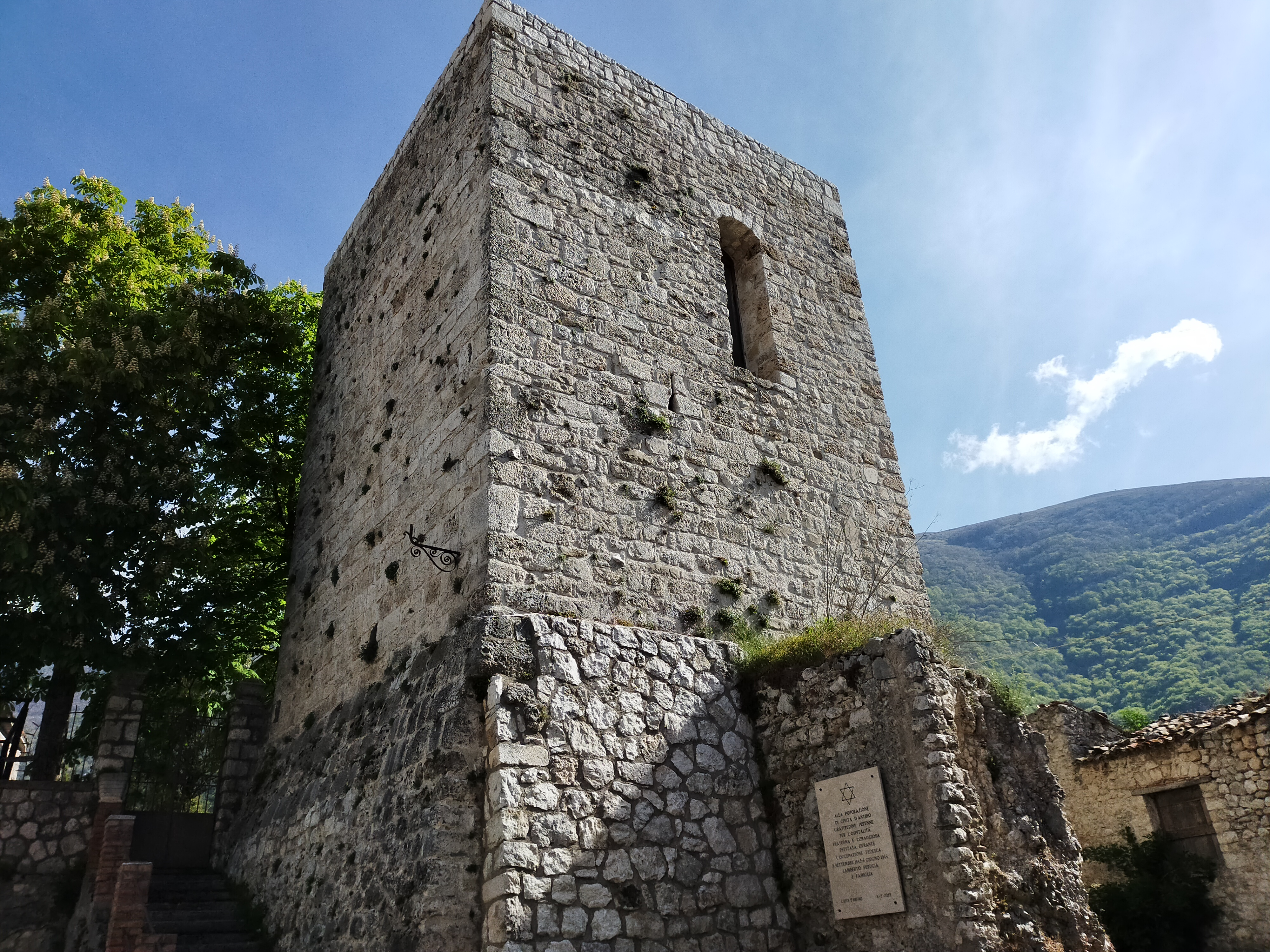
Torre dei Colonna

Nel contemporaneo nucleo urbano di Civita d'Antino era situata l'antica città di Antinum che fu in epoca romana un importante municipium posto nel territorio dei Marsi. La città antinate era ritenuta un punto geograficamente e militarmente strategico dell'area rovetana, non distante dal confine nord occidentale dei Volsci e degli Ernici.
Le ricerche, gli scavi e gli studi di carattere storico, archeologico e geologico hanno permesso di riportare alla luce alcuni reperti e antiche iscrizioni relative all'epoca preromana e romana.
Il borgo, denominato Antena nel corso dell'XI secolo, diede i natali al benedettino san Lidano, pioniere della bonifica delle paludi pontine. Documenti ecclesiastici attestano che le chiese controllate dall'originaria pieve di Santo Stefano furono donate all'abate Desiderio da Montecassino intorno all'anno 1063. La bolla pontificia del 1183 di Papa Lucio III confermò i possedimenti della chiesa madre di Antena che inclusero alcuni edifici sacri dei centri limitrofi di Meta, Morino e Rendinara.
Il borgo è citato nel Catalogo dei Baroni, elenco di tutti i feudatari del Regno di Sicilia e dei loro possedimenti. Con il predominio dei Normanni, Civita fu un feudo della contea di Albe passata sotto il controllo dei Berardi conti dei Marsi e successivamente degli Svevi. Documenti ecclesiastici che si riferiscono al XIII secolo attestano il soggiorno in questi luoghi di Pietro da Morrone e forse anche di Francesco d'Assisi. Dopo la battaglia di Tagliacozzo ci fu l'avvento degli Angioini ai quali successero gli Orsini; con la creazione del ducato di Tagliacozzo e della baronia di Civitella Roveto fu governata da aristocratici locali che per circa tre secoli restarono fedeli ai Colonna. La famiglia Ferrante si stabilì tra il XVI e il XVII secolo a Civita costruendo il palazzo nobiliare e garantendo la crescita socio-economica del comune che nei primi anni del XIX secolo, in seguito all'abolizione del feudalesimo, fu incluso nel distretto di Avezzano. Prima e dopo l'Unità d'Italia il territorio fu interessato dal fenomeno del brigantaggio che imperversò fino alla presa di Roma.
Nel corso dell'Ottocento il paese fu visitato da alcuni viaggiatori inglesi del Grand Tour come Richard Colt Hoare, Keppel Richard Craven e Edward Lear.
Dal 1877 ai primi anni del Novecento noti pittori scandinavi come Kristian Zahrtmann, Peder Severin Krøyer e Peter Christian Skovgaard frequentarono il borgo abruzzese fondando successivamente la scuola estiva di pittura. Gli artisti realizzarono numerosi quadri ritraenti paesaggi, scene di vita quotidiana, tradizioni popolari e religiose e costumi locali, alcuni dei quali di elevato valore artistico.
Anche Civita d'Antino conobbe nel corso del XX secolo il fenomeno dell'emigrazione. Numerosi minatori rovetani, emigrati per poter lavorare, persero la vita a causa di una tra le più gravi sciagure dell'emigrazione italiana, il disastro di Monongah, grave incidente minerario avvenuto nel 1907 in Virginia Occidentale (Stati Uniti).
Il paese rimase gravemente danneggiato a causa del terremoto della Marsica del 1915, così come ebbe modo di testimoniare lo scrittore e poeta danese Johannes Jørgensen.
Il sisma, tra i più distruttivi della storia italiana, fece registrare a Civita d'Antino 39 vittime. I giovani sopravvissuti al terremoto dovettero partire per il fronte della prima guerra mondiale; 32 furono i soldati civitani che persero la vita.
Durante la seconda guerra mondiale subì danni, atti di violenza e rappresaglie nazi-fasciste così come avvenne a tanti altri centri posti a nord del fronte di Cassino; i bombardamenti causarono 18 vittime civili.
Grazie al recupero architettonico del borgo antico e alla valorizzazione culturale e ambientale Civita d'Antino è diventato uno dei luoghi di villeggiatura della regione abruzzese.

### Simboli
Stemma
Gonfalone
Lo stemma e il gonfalone sono stati concessi con decreto del presidente della Repubblica del 17 maggio 1986.
Le figure nello stemma ricordano come fino al XV secolo, i territori della Valle Roveto (con eccezione di Balsorano e Morrea) facessero parte dei possedimenti dei Colonna (succeduti agli Orsini); la fiamma è una trasformazione della corona che sormonta la colonna nell'emblema della famiglia.

## Monumenti e luoghi d'interesse

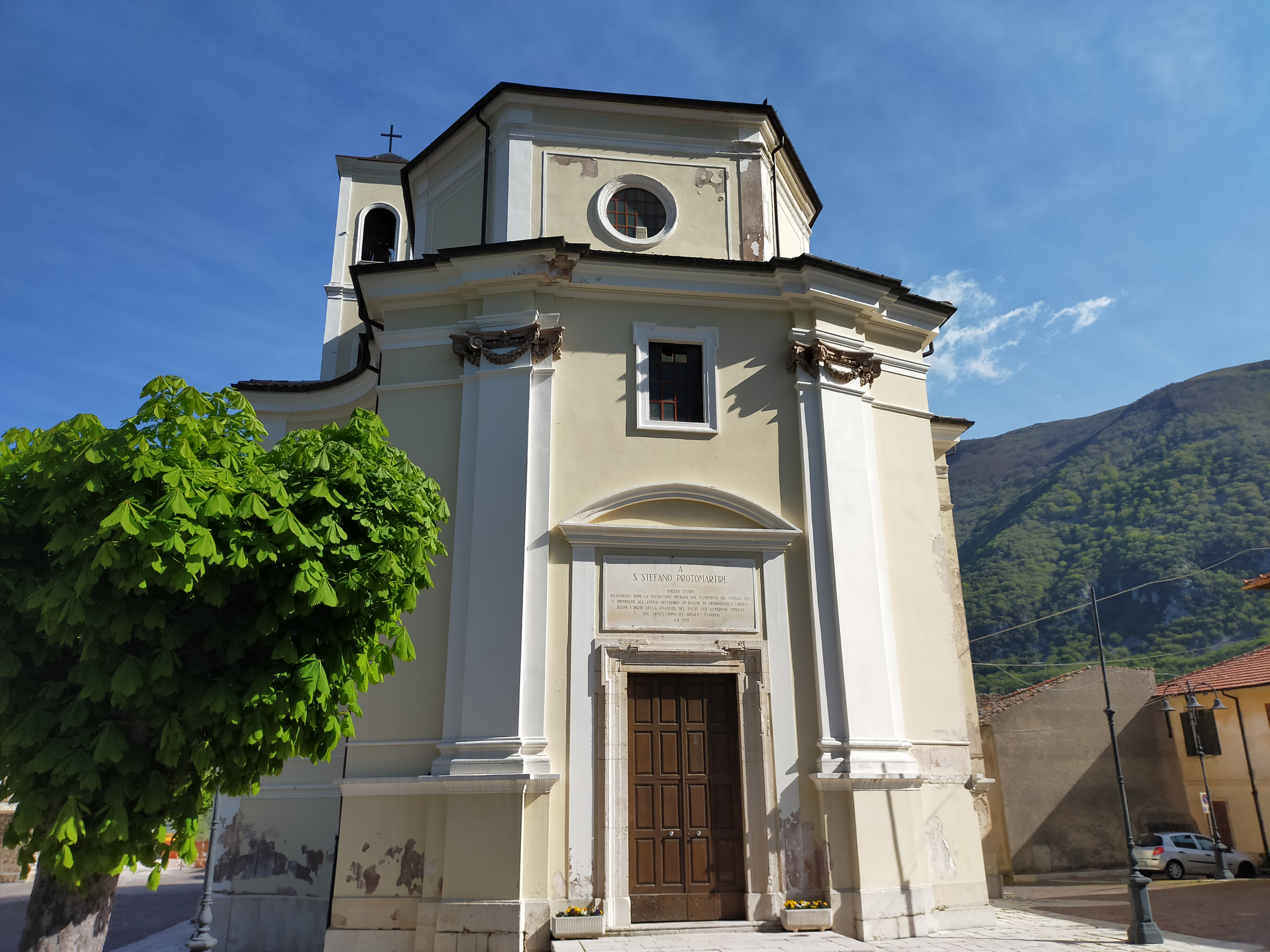
Chiesa di Santo Stefano

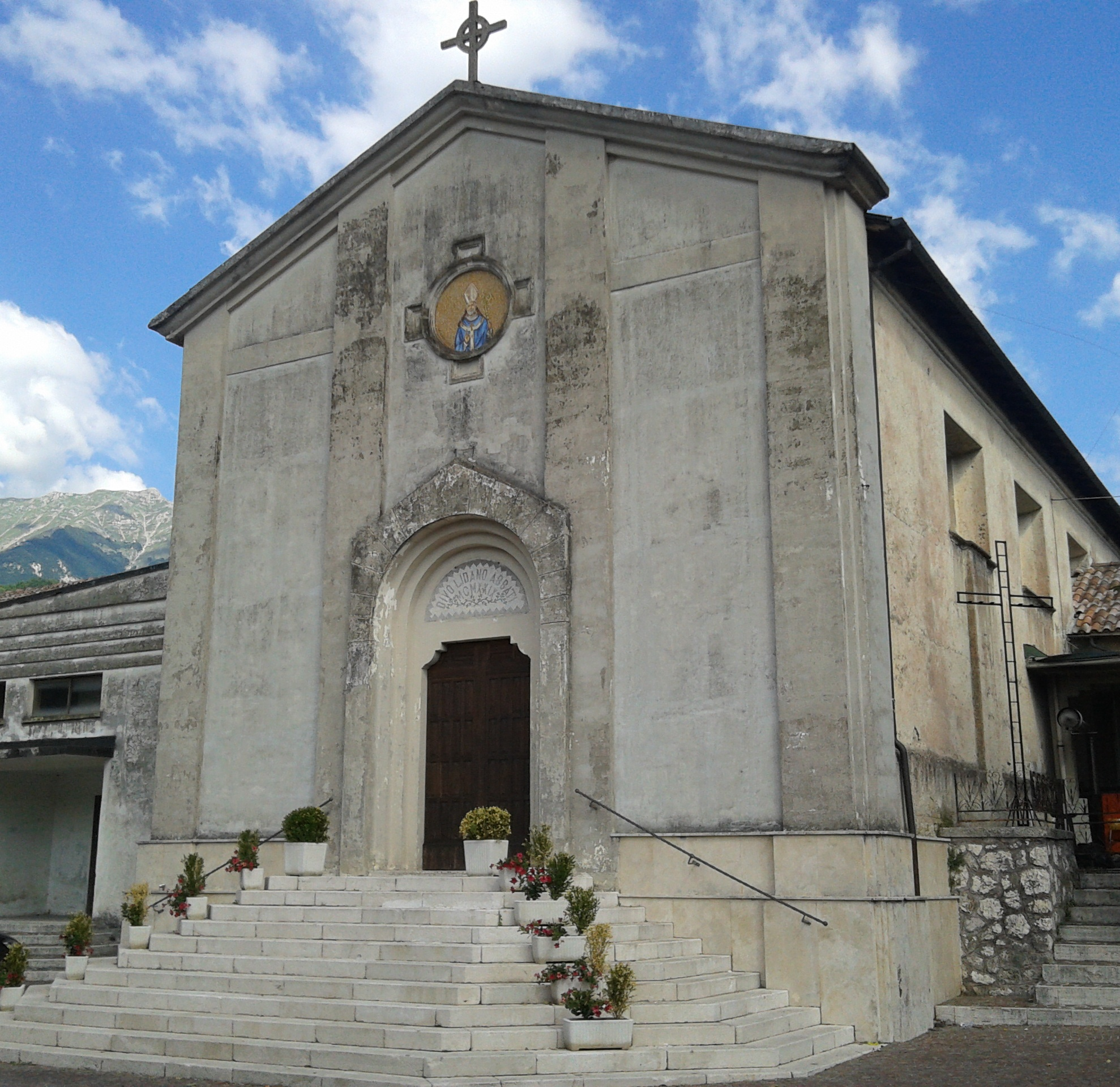
Chiesa di San Lidano a Pero dei Santi

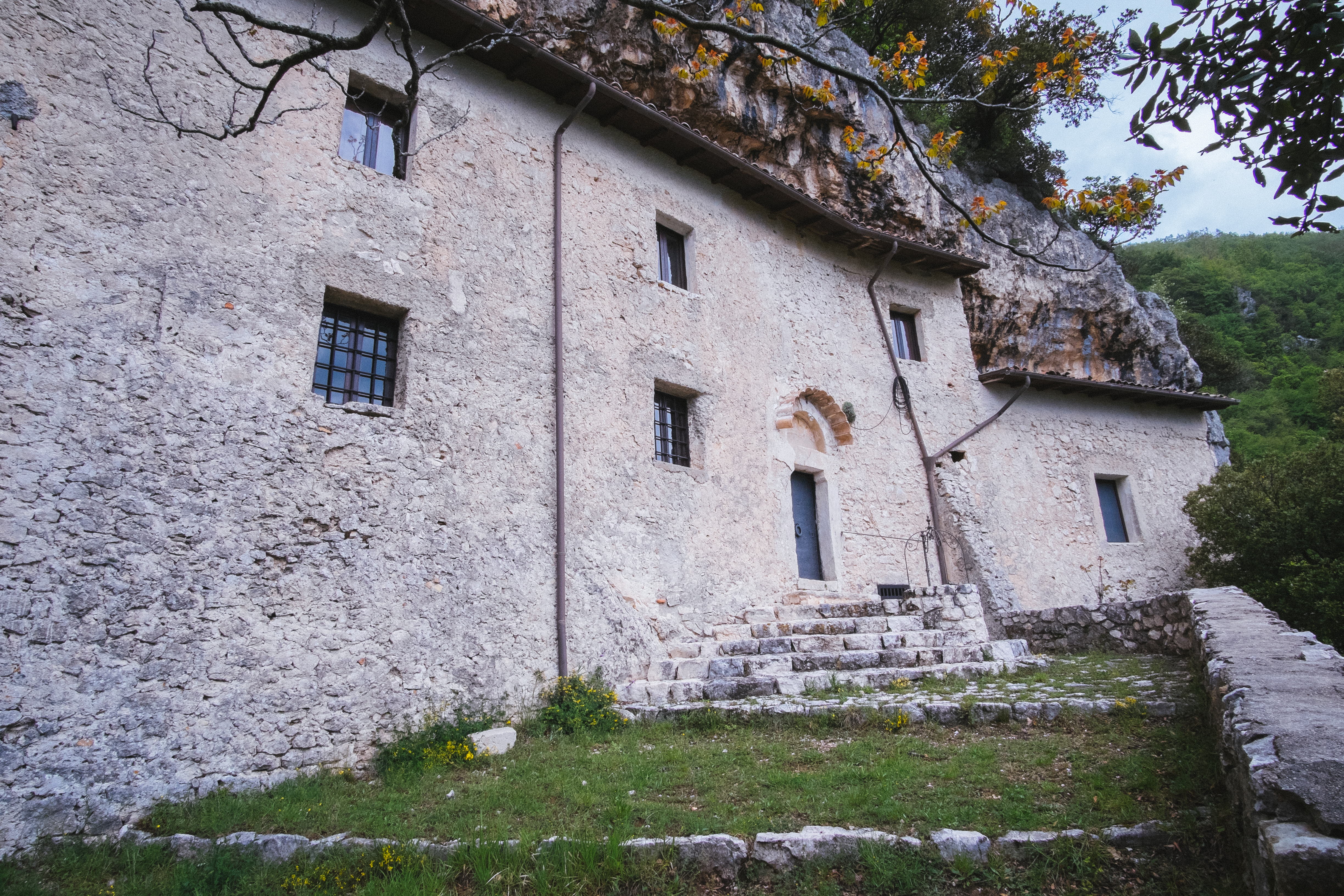
Eremo di Santa Maria della Ritornata

### Architetture religiose
Chiesa di Santo Stefano ProtomartireAntico edificio di culto distrutto e più volte riedificato nel corso dei secoli. La chiesa primigenia è forse risalente al VI secolo, quando venne probabilmente indicata come sede di una diocesi che sarebbe dovuta sorgere in valle Roveto. Attestazioni certe sono relative ai documenti ecclesiastici dell'XI e del XII secolo che la indicavano come importante pieve rovetana. Nel 1762 crollò in seguito ai danni strutturali subiti a causa di precedenti terremoti. Ricostruita nel 1767 ospitò due anni dopo l'antico quadro dell'eremo di Santa Maria della Ritornata. Nel 1915 subì gravissimi danni con il terremoto di Avezzano e venne riedificata nel rispetto del disegno settecentesco dopo la fine della seconda guerra mondiale, per essere consacrata il 25 agosto 1951. Le decorazioni pittoriche interne sono opera di Pasquale Di Fabio.
Eremo di Santa Maria della RitornataIl nucleo originario dell'edificio di culto è risalente con ogni probabilità al XII secolo. Il quadro originale della Madonna in stile bizantino risalirebbe allo stesso periodo. La copia fedele fu realizzata dal pittore danese Daniel Hvidt. Chiesetta e romitorio sono situati a mezza costa su una parete rocciosa della Serra Lunga a circa 1200 m s.l.m.
Chiesa scomparsa di Santa Maria MaddalenaL'edificio originario, situato in posizione extra moenia a circa un chilometro e mezzo dall'abitato, venne affiancato dal convento dedicato a san Francesco che fu gestito dalle monache di Santa Maria Maddalena e successivamente dai frati minori conventuali. Soppresso nel 1651 cadde in rovina e risultò quasi del tutto distrutto già agli inizi del Settecento, mentre la chiesa risultò abbandonata e gravemente danneggiata pochi decenni dopo. Il titolo, dopo la completa distruzione dell'edificio di culto, fu trasferito a un altare della chiesa parrocchiale.
- Chiesa di San Lidano, situata nella frazione di Pero dei Santi.
- Cappella della Santissima Concezione, situata accanto al palazzo storico della famiglia Ferrante.
- Chiesa di Sant'Antonio, piccola chiesa della contrada Capone.

### Architetture civili

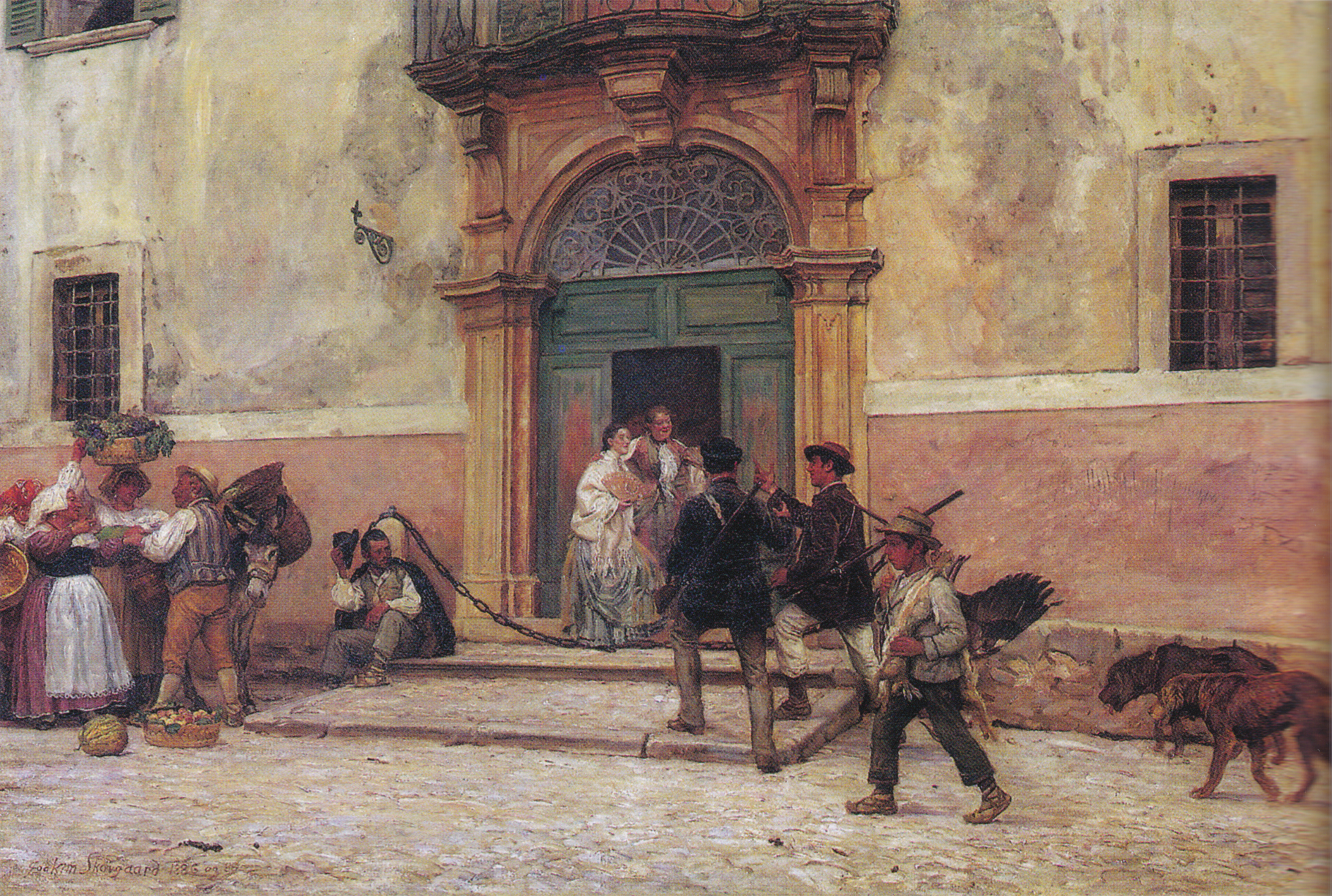
Palazzo Ferrante in Retur fra jagten (Joakim Skovgaard)

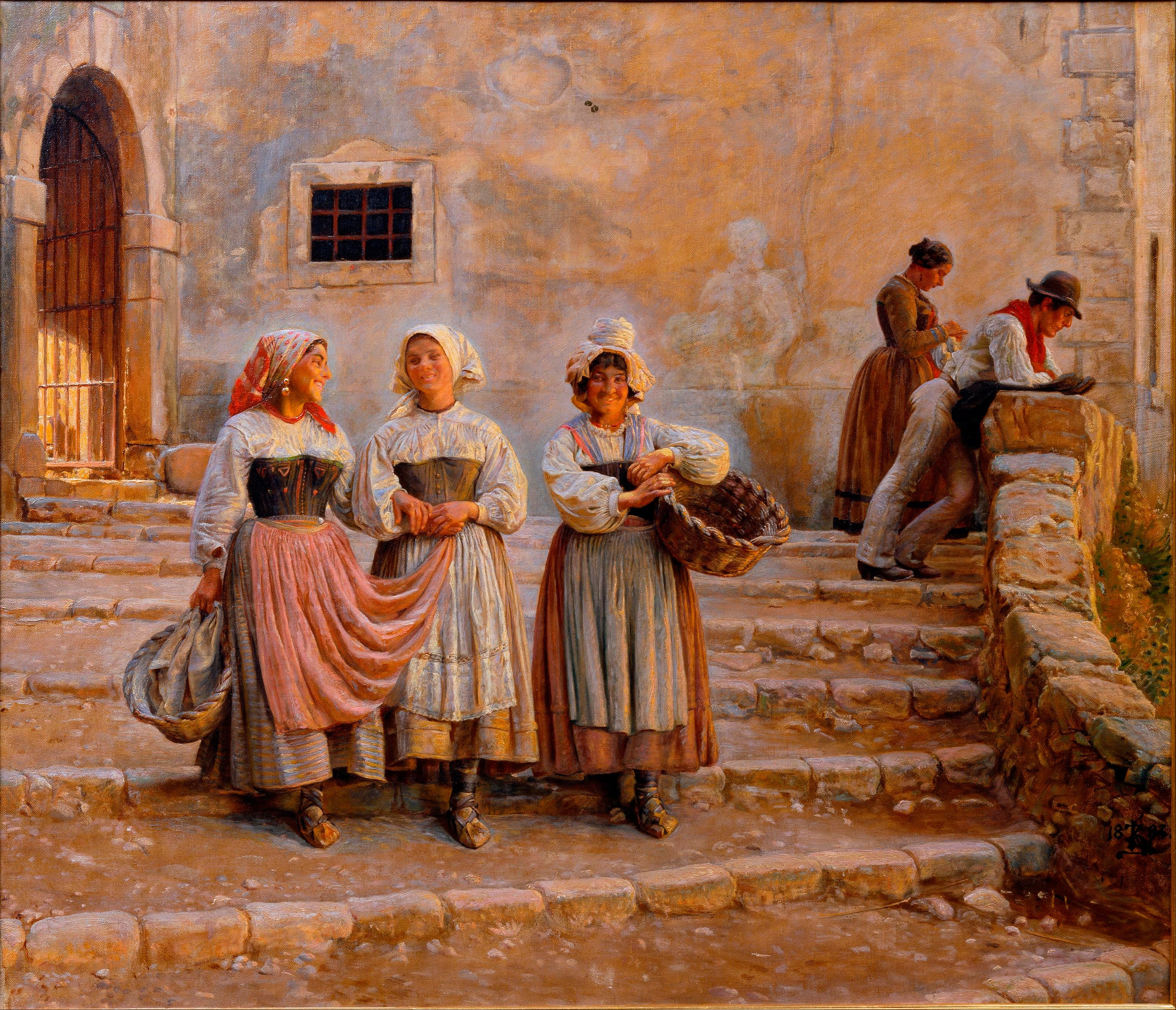
Young women transporting lime (Kristian Zahrtmann)

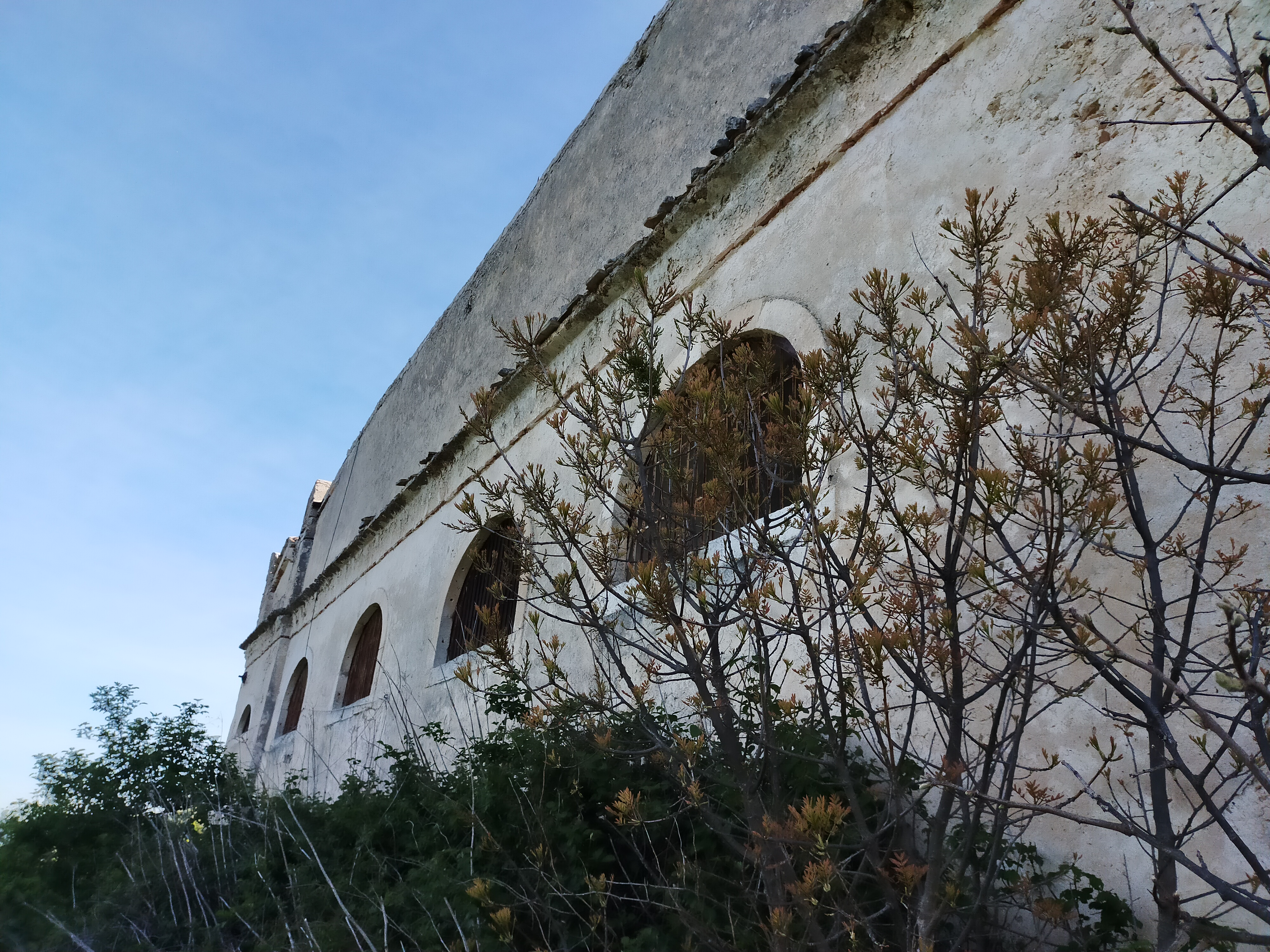
Il cimitero napoleonico

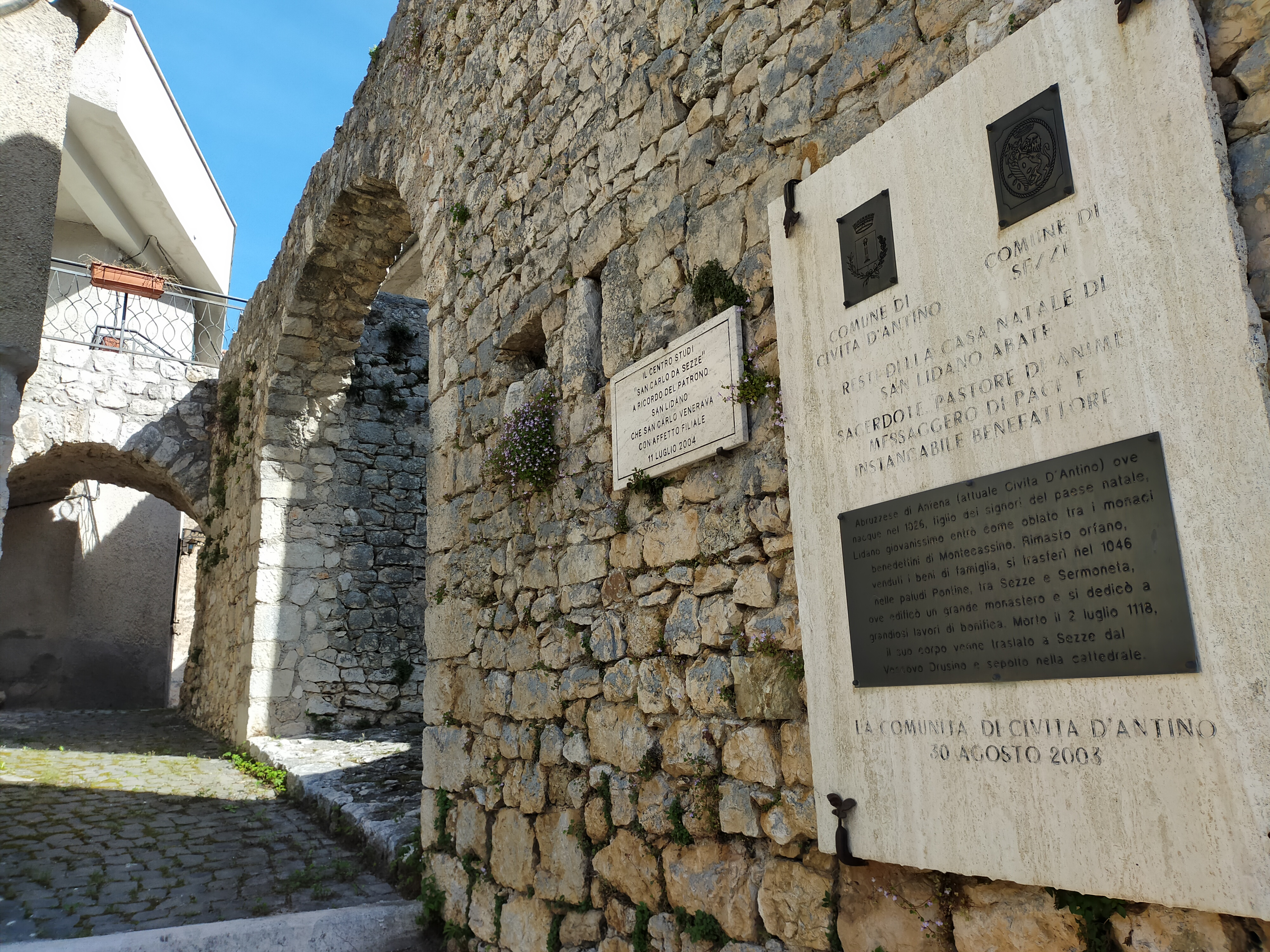
Casa natale di san Lidano

Palazzo FerranteCon l'arrivo a Civita della famiglia Ferrante da Valmontone ebbe inizio negli ultimi anni del XVII secolo la costruzione della residenza nobiliare. Il palazzo venne edificato nella località in cui si trovavano le tracce del foro romano di Antinum. Ampliato e completato nella seconda metà del Settecento fu dotato di una biblioteca e arricchito del giardino romantico diventando un punto di riferimento socio-culturale e artistico del territorio. Ospitò nel corso del XIX secolo alcuni viaggiatori inglesi come Keppel Richard Craven, Edward Lear e Richard Colt Hoare oltre al sovrano del Regno delle Due Sicilie Ferdinando II che nel 1832 concesse il privilegio della catena di ferro all'ingresso del palazzo. Tra l'Ottocento e il Novecento fu uno dei punti di riferimento dei pittori scandinavi della scuola estiva. Gravemente danneggiato dal terremoto del 1915 fu parzialmente recuperato dopo la seconda guerra mondiale.
Cimitero napoleonicoCimitero del periodo napoleonico realizzato durante la prima metà dell'Ottocento grazie alla volontà della famiglia Ferrante, con la probabile partecipazione dell'intellettuale Domenico Morichini. Collocata su un terrazzo distante dal centro urbano, la struttura poggia sulla cinta muraria in opera poligonale della città antica di Antinum. Fu utilizzata nel rispetto dell'editto di Saint Cloud esteso anche nel territorio italiano per evitare il diffondersi di epidemie e problemi di natura sanitaria. Presenta due porte per i morti e un ingresso sovrastante per i vivi; nel seminterrato è collocata l'urna comune. La parte acattolica è suddivisa in due settori, quello riservato ai non cattolici e quello dei bambini non battezzati. Tra le tombe, molte delle quali anonime, si trovano quelle dei coniugi John Heugh e Mary Ann Symons Heugh e quella del pittore svedese Anders Trulson (1874-1911), la cui lapide bronzea venne realizzata dall'artista Louis Nillson. Nel 1914 l'archeologo inglese Thomas Ashby visitò il cimitero effettuando rilievi e fotografie. La chiusura avvenne intorno al 1940, circa trent'anni dopo Marcella Rufi Di Rocco fece effettuare alcuni lavori di restauro. Nel 2012 è stata ufficialmente avviata la richiesta del vincolo storico-architettonico.
- Resti della supposta casa natale in pietra di san Lidano[28].
- Casa Cerroni, la locanda, situata accanto a Porta Flora, ospitò dalla seconda metà dell'Ottocento al 1915 i pittori scandinavi della scuola estiva. In una stanza sono stati dipinti dagli artisti del Nord Europa 89 stemmi[11].

### Architetture militari
Torre dei ColonnaTorre medievale a base quadrata risalente all'XI secolo. Edificata dai conti dei Marsi, acquisì, in seguito al predominio in zona della famiglia Colonna, il nome della nobile casata romana. Gravemente danneggiata dal sisma del 1915, perse una parte dell'altezza originaria, fu in seguito parzialmente recuperata. Ideato durante la pandemia di COVID-19 del 2020, a circa 1 000 m s.l.m., è stato realizzato l'osservatorio astronomico della torre per l'osservazione delle stelle e dei pianeti. La struttura è stata ufficialmente inaugurata il 10 agosto 2025.

### Monumenti

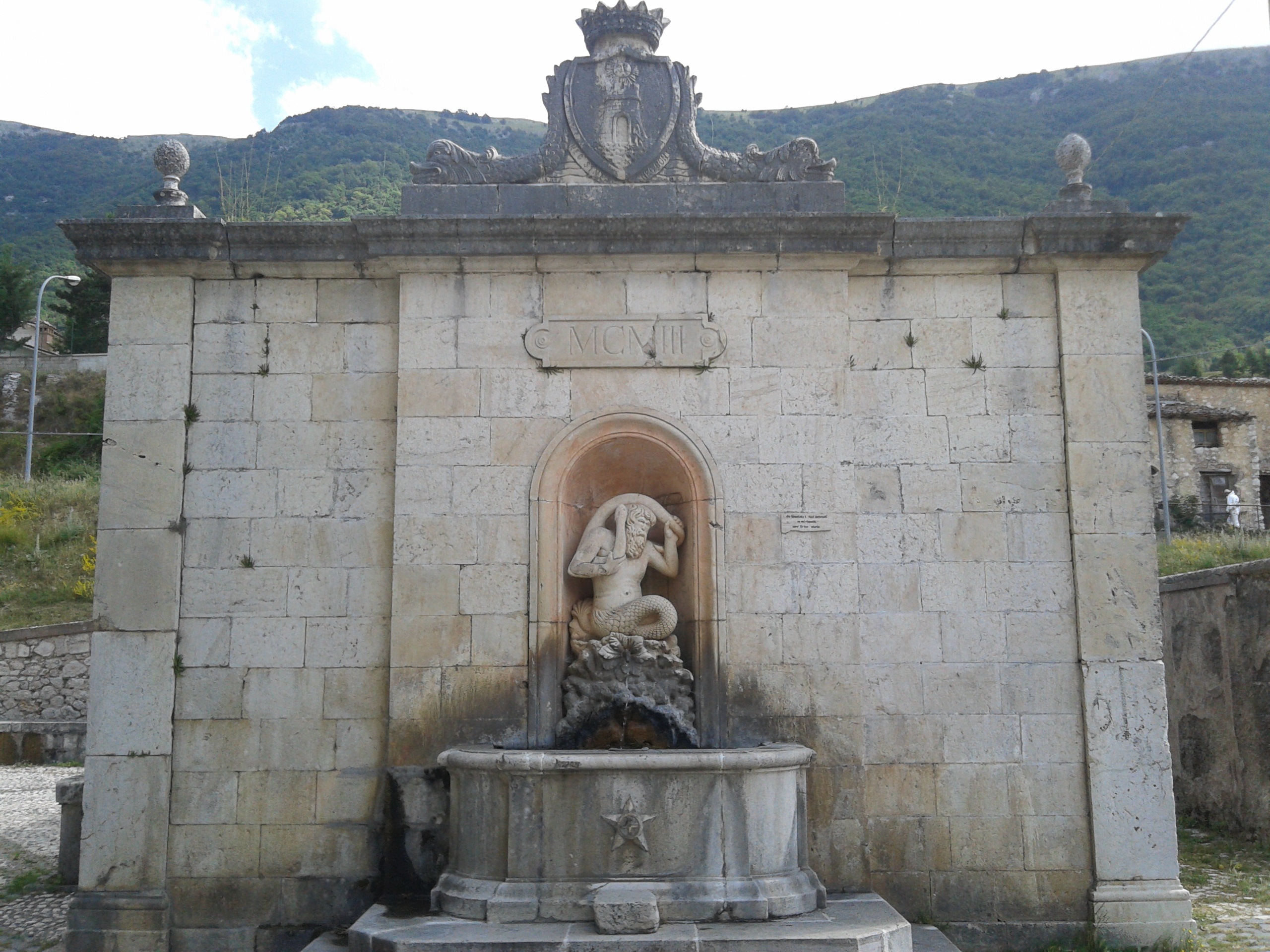
Fontana del tritone

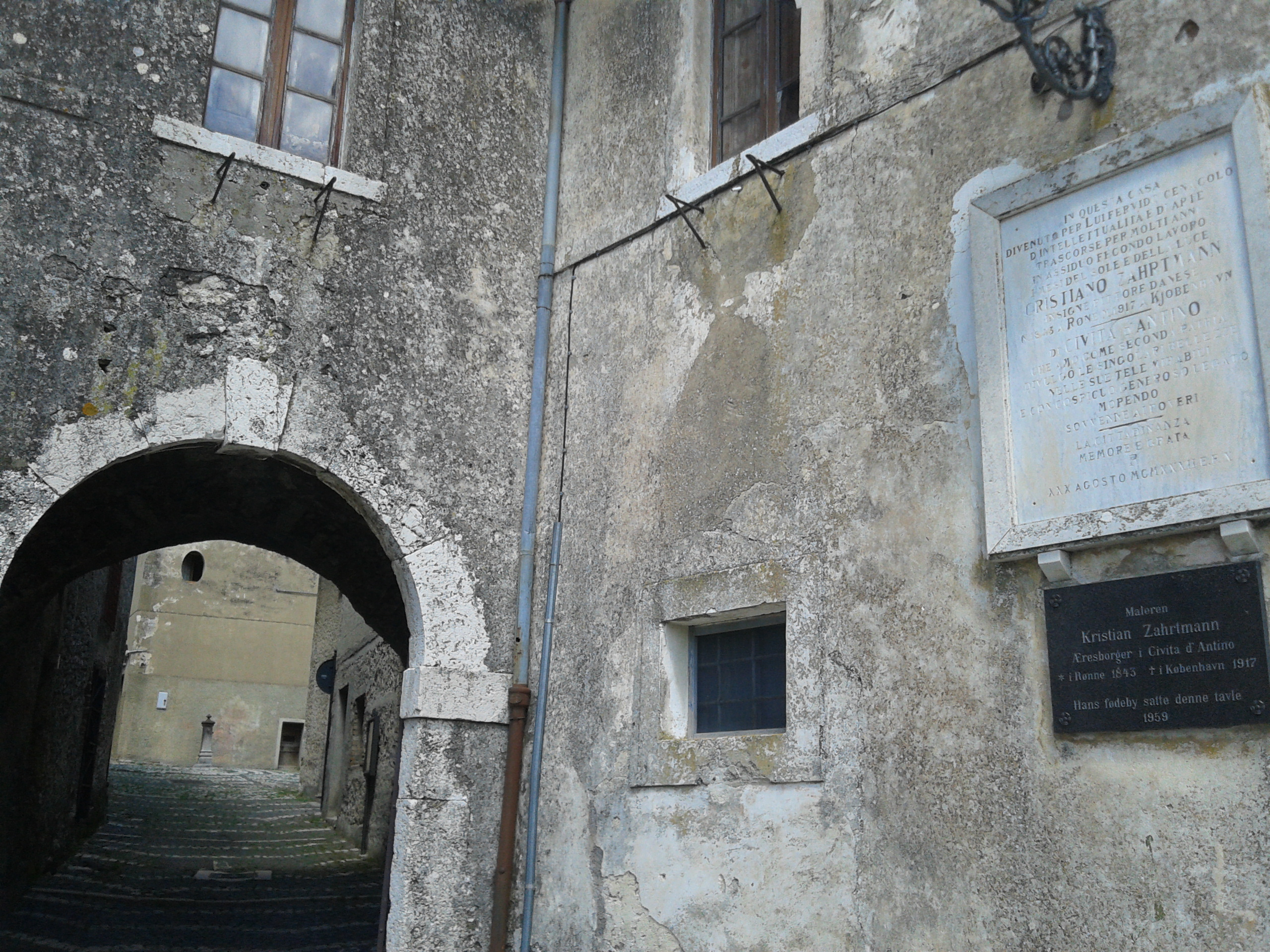
Casa Cerroni a Porta Flora

Fontana del tritoneEdificata nel 1903 e detta anche Fonte Vecchia, è situata all'ingresso del paese. La facciata, delimitata da due lesene, si caratterizza per i conci in pietra squadrati. Presenta una nicchia in cui è ospitata la scultura del tritone poggiato sulle rocce e in basso la piccola vasca. In alto si trova lo stemma scolpito di Civita d'Antino dominato dalla corona e impreziosito dall'iscrizione che riporta il motto dei Marsi Nec sine nec contra. Posteriormente e lateralmente si trovano rispettivamente il lavatoio e l'abbeveratoio.
Porta FloraPorta d'accesso medievale si apriva nella cinta muraria del borgo. È situata accanto a Casa Cerroni ed è stata più volte ritratta nelle opere degli artisti scandinavi. La sottostante scalinata panoramica di via Scandinavia conduce alla fontana del tritone.
- Monumento ai caduti di tutte le guerre, realizzato nel 1923 è situato vicino alla chiesa parrocchiale di Santo Stefano[34].

### Siti archeologici
Resti dell'ocre di Antinum di epoca preromana e romana e del castello-recinto medievale di Civitas Antena risalente tra il X e il XII secolo si trovano nei pressi del contemporaneo nucleo urbano; quelli della fortificazione di Castelluccio sono posizionati in altura presso la grotta Ferretti a circa 1725 m s.l.m. Tracce di piccoli santuari dedicati alle dee Angizia, divinità ctonia associata al culto dei serpenti, e Vesuna, divinità della fertilità, sono attestati tra l'estremità del nucleo antico e la località di colle d'Angelo. Resti dei muri di cinta in opera poligonale come quelli di Porta Campanile (detta anche Porta Campana) e tracce di antichi edifici pubblici caratterizzano il nucleo abitato contemporaneo e alcune aree limitrofe.
Diverse epigrafi come il bronzo di Antino sono state descritte da alcuni storici e studiosi come Richard Colt Hoare, Pietro Antonio Corsignani, Muzio Febonio e Theodor Mommsen.

### Aree naturali
- Giardino Terravecchia[11].
- Giardini del Fauno[11].
- Pineta e sorgente di San Francesco.
- Laghetto Pratelle a oltre 1500 m s.l.m. sul monte Romanella.
- Rifugio Rocca d'Abate a circa 1535 m s.l.m.
- Collebianco.
- Serra Lunga.
- Forchetta Morrea.
- Riserva naturale guidata Zompo lo Schioppo, situata sul versante montano opposto nel comune di Morino[9].

## Società

### Evoluzione demografica
Abitanti censiti

### Etnie e minoranze straniere
I cittadini stranieri residenti a Civita d'Antino rilevati dall'Istat al 31 dicembre 2020 erano 43, pari circa al 4,5% della popolazione residente.

### Tradizioni e folclore

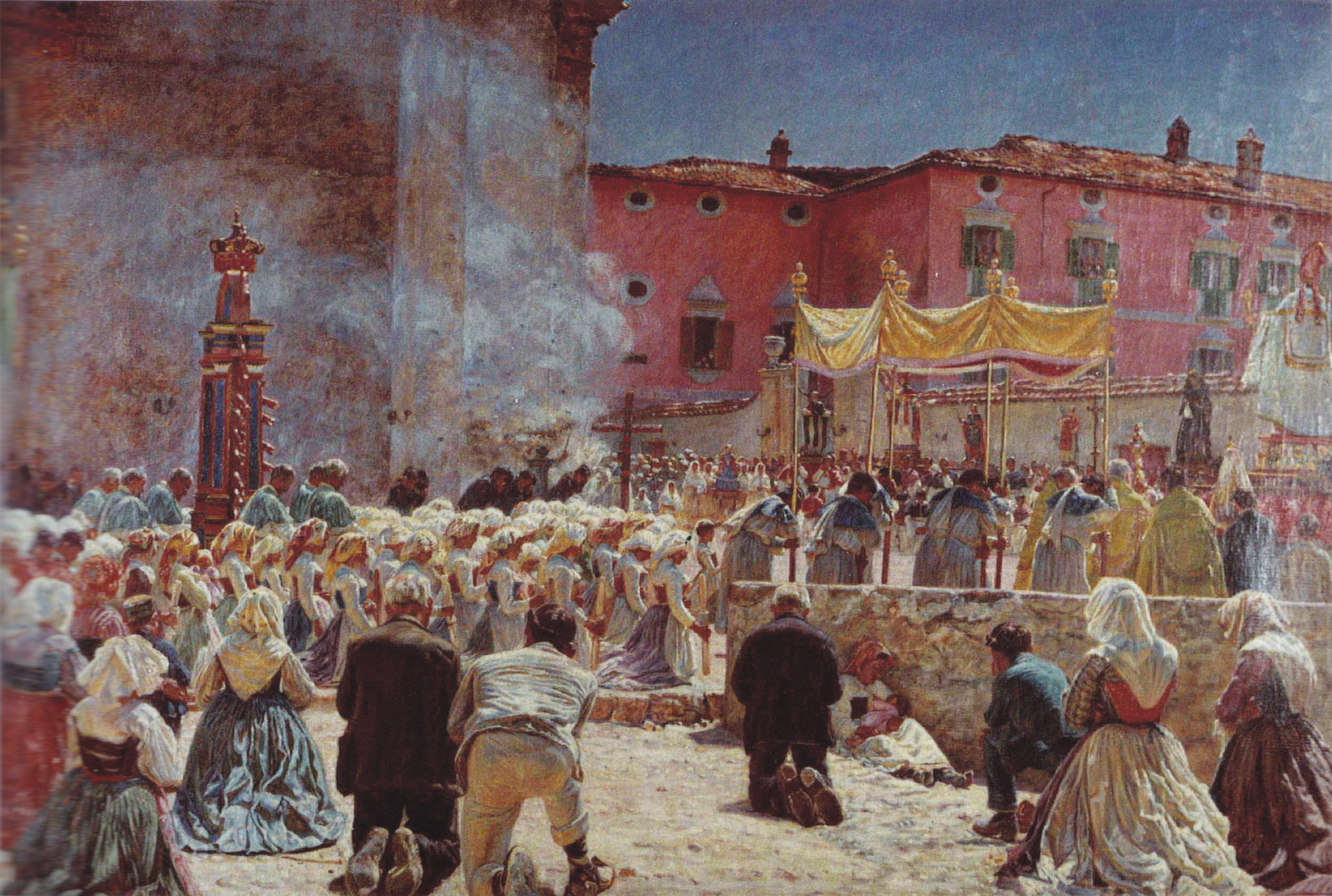
San Lidano fest i Civita d'Antino (Kristian Zahrtmann)

Nella seconda metà di agosto si svolgono la festa del patrono santo Stefano e quella in onore di san Lidano. Nella penultima domenica di agosto si tiene la processione che conduce all'eremo di Santa Maria della Ritornata. Tra ottobre e novembre viene organizzata la corsa della botte, una competizione a squadre che riscopre l'antica attività dei cantinieri di far rotolare le botti lungo un percorso cittadino.

## Cultura

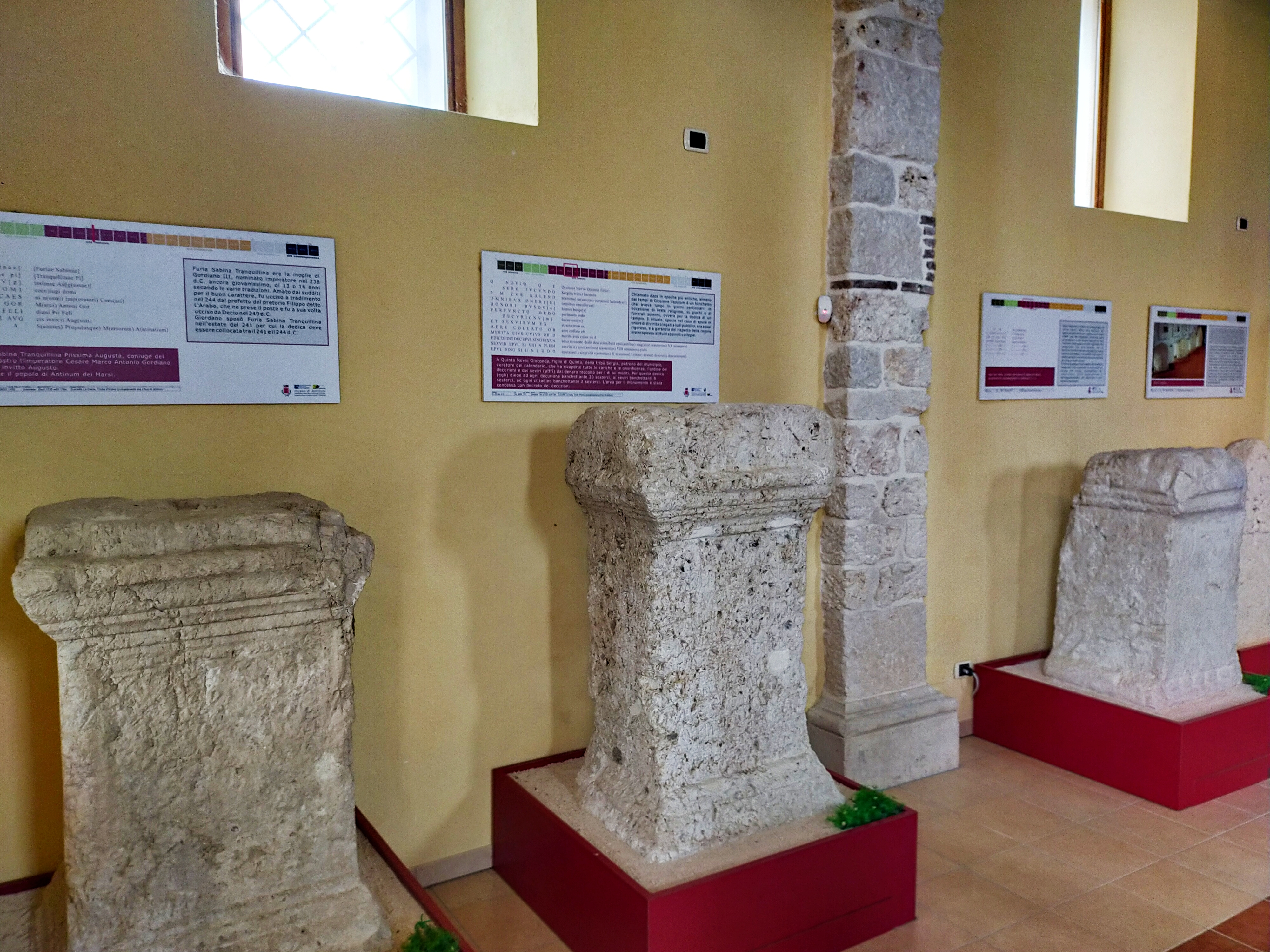
Are funerarie esposte nel museo antinate

### Musei
Museo AntinumInaugurato nel 2015 il museo archeologico è intitolato all'antica città marsa di Antinum e dedicato a Domenico Ferrante (1752-1820) e Francesco Ferrante (1755-1815) che furono tra i primi ricercatori e conservatori dei reperti antinati. Ospita, nella sede restaurata dell'ex chiesa di Santa Maria, numerosi reperti archeologici rinvenuti nella valle Roveto a seguito di decennali attività di studio, ricerca e scavo. Cippi epigrafi, monete, vasellame e materiale votivo, databili tra il III secolo a.C. e il III secolo d.C., sono tornati alla luce dal sito del santuario marso di Terravecchia e dall'area dell'antica Porta Campanile. Una stampa riproduce il bronzo di Antino, lamina in lingua marsa con dedica alla divinità Vesuna, esposta al museo del Louvre di Parigi.
Museo della civiltà contadina e pastoraleSituato nel borgo antico di Civita d'Antino espone gli attrezzi da lavoro e gli oggetti utilizzati dai contadini e dai pastori della valle Roveto.

### Media
Ha sede a Civita d'Antino presso l'Antica Osteria Zahrtmann il network culturale indipendente Civitadantino.com.

### Arte
(Johannes Jørgensen, Lettere agli amici assisiani)
Tra la fine del XIX secolo e i primi anni del secolo successivo alcuni pittori scandinavi come Kristian Zahrtmann, Peder Severin Krøyer e Peter Christian Skovgaard fondarono nel borgo rovetano la scuola estiva di pittura, realizzando quadri e altre opere. Alcuni artisti parteciparono nel 1895 alla I Esposizione internazionale d'arte di Venezia ricevendo le lodi, tra gli altri, dell'intellettuale e patriota Gabriele D'Annunzio. Perdura la corrispondenza artistica, in particolare tra la Danimarca e la comunità di Civita d'Antino.
Dal 2021 le opere degli impressionisti scandinavi sono collocate, in esposizione permanente, nel museo di arte moderna e contemporanea Imago Museum di Pescara.

### Cinema
Negli anni settanta la televisione di stato danese DR realizzò il film documentario intitolato Civita d'Antino: danske kumstnere i Italien. Alcune scene mute girate nel 1913 a Frederiksberg presso Copenaghen, nella casa museo chiamata Casa d'Antino, vedono protagonista Kristian Zahrtmann mentre dipinge circondato da alcuni quadri realizzati in Abruzzo.
Nel 2017, in occasione del centenario della morte di Zahrtmann, il regista Leonardo Araneo ha girato il documentario La lunga strada dal Nord. Kristian Zahrtmann ed i pittori scandinavi di Civita d'Antino tra il borgo marsicano, Roma e la Danimarca.

### Cucina

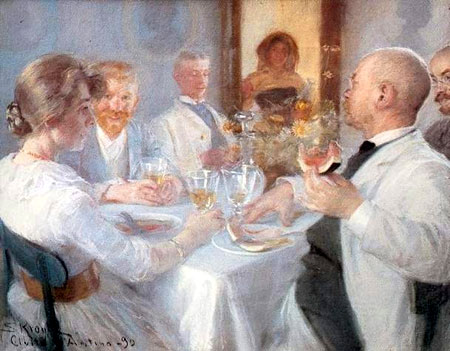
Ved frokostborder i Civita d'Antino (Peder Severin Krøyer)

Inclusa tra i prodotti agroalimentari tradizionali abruzzesi la castagna Roscetta della valle Roveto è una varietà autoctona di castagna. Di essa si hanno antiche testimonianze come attestato da alcune iscrizioni della città antica di Antinum. Gli utilizzi del seme in cucina sono variegati. Le ricette locali sono quelle tipiche della cucina rurale e povera rinascimentale. I primi piatti si distinguono per l'uso di formati di pasta abruzzese come gli gnocchi, i ravioli e le fettuccine generalmente serviti al sugo di carne, mentre la tradizione transumante predilige le salse miste di pomodoro e vegetali con l'aggiunta della ricotta di pecora. Tra i prodotti locali spiccano i formaggi, i salumi, l'olio extravergine rovetano e il tartufo; tra i dolci, quelli alle castagne, il parrozzo rovetano, i biscotti al farro e gli amaretti alle mandorle.

### Eventi
Inquadrando paesaggi è una manifestazione culturale nata per valorizzare il borgo antico e i luoghi in cui hanno vissuto e lavorato diversi pittori scandinavi, come il maestro danese Kristian Zahrtmann, tra il 1877 e il 1915, anno del terremoto della Marsica.

## Economia

### Turismo
Civita d'Antino fa parte dell'associazione nazionale Borghi autentici d'Italia.

## Geografia antropica

### Suddivisioni storiche
Il borgo antico è tradizionalmente suddiviso in sette rioni: Banco (Piazza), Fonte, Fucina, Giardino, Santa Maria, Terravecchia e Torrone.

### Frazioni

#### Pero dei Santi

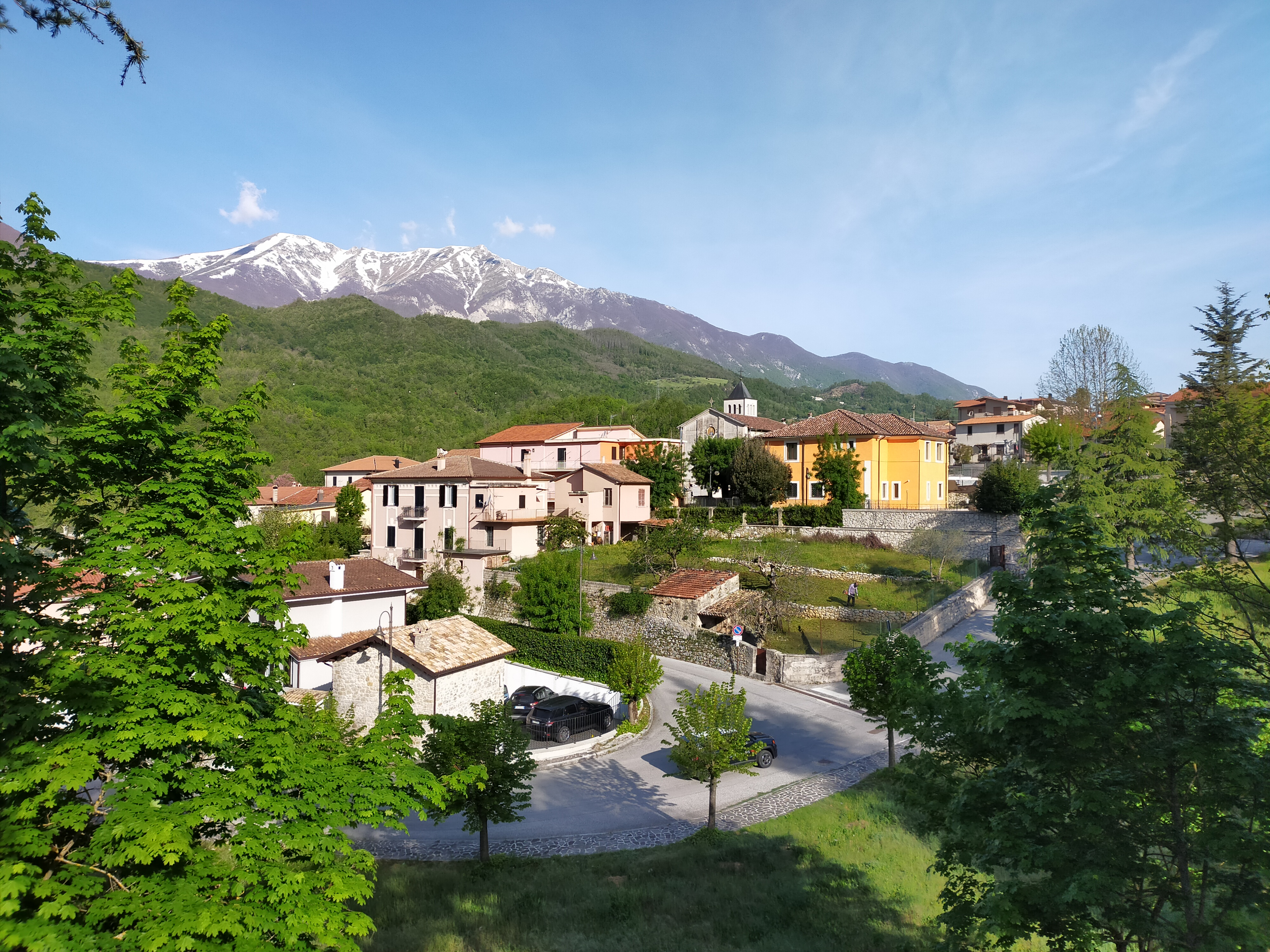
Il monte Viglio sullo sfondo di Pero dei Santi

Il paese di Pero dei Santi si è sviluppato dopo il terremoto della Marsica del 1915 lungo la strada statale 82 della Valle del Liri a 450 m s.l.m. Nella popolosa frazione si trovano la chiesa dedicata a san Lidano e i resti di un mulino elettrico.

#### Altre località del territorio
I caseggiati presenti nel territorio comunale sono Case Mattei, Civita stazione (detta anche Civita Scalo), Capone, Contrada Tenente e Triano.

## Infrastrutture e trasporti

### Strade
La strada statale 690 Avezzano-Sora collega Civita d'Antino a nord con Avezzano e a sud con Sora, servendola con lo svincolo di Civita d'Antino-Morino posto lungo la strada statale 82 della Valle del Liri.

### Ferrovie
La ferrovia Avezzano-Roccasecca serve i comuni di Civita d'Antino e Morino con l'omonima stazione situata in località Civita stazione.

## Amministrazione
Sul sito del Ministero dell'interno sono disponibili i dati di tutte le elezioni amministrative di Civita d'Antino dal 1985 ad oggi.
| Periodo        | Periodo        | Primo cittadino  | Partito                            | Carica  | Note |
| -------------- | -------------- | ---------------- | ---------------------------------- | ------- | ---- |
| 6 giugno 1993  | 26 aprile 1997 | Antonio Cecchini | DC                                 | Sindaco |      |
| 27 aprile 1997 | 12 maggio 2001 | Antonio Cecchini | Coalizione di centro               | Sindaco |      |
| 13 maggio 2001 | 28 maggio 2006 | Paolo Fantauzzi  | Coalizione di centro               | Sindaco |      |
| 29 maggio 2006 | 15 maggio 2011 | Paolo Fantauzzi  | Lista civica                       | Sindaco |      |
| 16 maggio 2011 | 4 giugno 2016  | Sara Cicchinelli | Lista civica Uniti per costruire   | Sindaco |      |
| 5 giugno 2016  | 3 ottobre 2021 | Sara Cicchinelli | Lista civica Liberi di scegliere   | Sindaco |      |
| 4 ottobre 2021 | in carica      | Sara Cicchinelli | Coalizione civica Per Sara sindaco | Sindaco |      |

## Sport
L'escursionismo è una delle attività sportive più praticate. Percorsi naturalistici conducono, lungo la via dei Lupi o in altri sentieri dei monti circostanti della Serra Lunga e degli Ernici.